# 小野十三郎賞
小野十三郎賞（おのとおざぶろうしょう）は、優れた詩集または詩評論書に贈られる文学賞。大阪文学学校の校長（1954年 - 1991年）を務めた小野十三郎の詩業を記念し、詩や詩評論の創造的な書き手を奨励することを目的に、1999年に創設された。一般社団法人大阪文学協会〈小野十三郎賞実行委員会〉主催、朝日新聞社共催。
2019年の第21回から、詩集と詩評論書の二部門に分けて選考している。

## 受賞作一覧
- 第1回（1999年）
  - 詩集『墓を数えた日』瀧克則（書肆山田）
  - 記念特別賞 - 詩誌『核』、詩誌『三重詩人』
- 第2回（2000年）
  - 詩集『言葉の河』高橋秀明（共同文化社）
- 第3回（2001年）
  - 詩集『夕方村』八重洋一郎（檸檬新社）
  - 詩評論書『詩論の現在 I～III』北川透（思潮社）
- 第4回（2002年）
  - 詩集『陣場金次郎洋品店の夏』甲田四郎（ワニ・プロダクション）
  - 特別賞 - 詩評論書『マンデリシュターム読本』中平耀（群像社）
- 第5回（2003年）
  - 詩集『バース』苗村吉昭（編集工房ノア）
  - 特別賞 - 詩評論書『戦後関西詩壇回想』杉山平一（思潮社）
- 第6回（2004年）
  - 詩集『朝鮮鮒』渋谷卓男（ジャンクション・ハーベスト）
- 第7回（2005年）
  - 詩集『語族』添田馨（思潮社）
- 第8回（2006年）
  - 詩集『学校』たかとう匡子（思潮社）
- 第9回（2007年）
  - 詩集『影たちの墓碑銘』長津功三良（幻棲舍）
  - 詩集『宙家族』中岡淳一（書肆青樹社）
  - 特別賞 - 詩評論書『栗生楽泉園の詩人たち：その詩と生活』久保田穣（ノイエス朝日）
- 第10回（2008年）
  - 詩集『ババ、バサラ、サラバ』小池昌代（本阿弥書店）
  - 詩集『ナナカマドの歌』田中郁子（思潮社）
  - 記念特別賞 - 詩評論書『評伝 パウル・ツェラン』関口裕昭（慶応義塾大学出版会）
- 第11回（2009年）
  - 該当作なし
  - 特別奨励賞 - 詩集『象牙の塔の人々』山口春樹（澪標）
  - 特別奨励賞 - 詩集『野川』岡島弘子（思潮社）
- 第12回（2010年）
  - 詩集『青天の向こうがわ』三井喬子（思潮社）
  - 特別賞 - 詩評論書『山上の蜘蛛：神戸モダニズムと海港都市ノート』季村敏夫（みずのわ出版）
- 第13回（2011年）
  - 詩集『水源地』谷元益男（本多企画）
- 第14回（2012年）
  - 詩集『真心を差し出されてその包装を開いてゆく処』宋敏鎬（青土社）
- 第15回（2013年）
  - 詩集『ワイド：沖縄』与那覇幹夫（あすら舎）
- 第16回（2014年）
  - 詩集『農場』杉谷昭人（鉱脈社）
- 第17回（2015年）
  - 詩集『ツィゴイネルワイゼンの水邊』平林敏彦（思潮社）
  - 特別賞 - 詩集『地球にカットバン』宮内憲夫（思潮社）
- 第18回（2016年）
  - 詩集『九月十九日』森水陽一郎（ふらんす堂）
  - 特別賞 - 詩集『黎明のバケツ』平野晴子（洪水企画）
- 第19回（2017年）
  - 詩集『賜物』金田久璋（土曜美術社出版販売）
  - 詩評論書『鮎川信夫、橋上の詩学』樋口良澄（思潮社）
- 第20回（2018年）
  - 詩集『結晶体』吉田義昭（砂子屋書房）
  - 詩集『シバテンのいた村』西岡寿美子（土曜美術社出版販売）
- 第21回（2019年）
  - 詩集『stork mark』犬飼愛生（発行：モノクローム・プロジェクト、発売：らんか社）
  - 詩評論書『クリティカル＝ライン：詩論・批評・超＝批評』添田馨（思潮社）
- 第22回（2020年）
  - 詩集『悪い兄さん』今野和代（思潮社）
  - 詩集『賑やかな消滅』永澤幸治（私家版）
  - 詩評論書『終わりなき漱石』神山睦美（幻戯書房）

- 第23回（2021年）
  - 詩集『反暴力考』冨岡悦子（響文社）
  - 特別賞 - 詩集『しのばず』青木由弥子（土曜美術社出版販売）
  - 特別賞 - 詩集『名づけ得ぬ馬』颯木あやこ（思潮社）
  - 特別奨励賞 - 詩評論書『詩人・木下夕爾』九里順子（翰林書房）
- 第24回（2022年）
  - 詩集『さざえ尻まで』新井啓子（思潮社）
  - 特別奨励賞 - 詩評論書『わたしたちのたいせつなあの島へ：菅原克己からの宿題』宮内喜美子（七月堂）
- 第25回（2023年）
  - 詩集『水差しの水』江口節（編集工房ノア）
  - 特別奨励賞 - 詩評論書『伊東静雄：戦時下の抒情』青木由弥子（土曜美術社出版販売）
- 第26回（2024年）
  - 詩集『途中の話』和田まさ子（思潮社）
  - 詩評論書『萩原朔太郎と詩的言語の近代：江戸川乱歩、丸山薫、中原中也、四季派、民衆詩派など』安智史（思潮社）

## 選考委員
- 第2回 - 荒川洋治、上田正昭、金時鐘、倉橋健一、辻井喬[1]
- 第8〜9回 - 金時鐘、倉橋健一、辻井喬、長谷川龍生、日高てる[2][3]
- 第12〜15回 - 金時鐘、倉橋健一、小池昌代、辻井喬、坪内稔典
- 第16〜19回 - 金時鐘、倉橋健一、小池昌代、坪内稔典
- 第20回 - 倉橋健一、小池昌代、坪内稔典
- 第21〜22回 - 詩集部門：倉橋健一、小池昌代、坪内稔典。詩評論書部門：葉山郁生、細見和之、山田兼士
- 第23〜24回 - 詩集部門：倉橋健一、坪内稔典、三井喬子、犬飼愛生。詩評論書部門：葉山郁生、細見和之、山田兼士（書面参加）
- 第25回 - 詩集部門：坪内稔典、細見和之、三井喬子、犬飼愛生。詩評論書部門：添田馨、葉山郁生、冨上芳秀。
- 第26回 - 詩集部門：細見和之、四元康祐、犬飼愛生。詩評論書部門：添田馨、葉山郁生、冨上芳秀[4]。